# La nariz (ópera)
La nariz (título original en ruso, Нос transliterado, Nos) es una ópera satírica en tres actos con música de Dmitri Shostakóvich. El libreto en ruso fue escrito por Dmitri Shostakóvich, Yevgueni Zamiatin, Gueorgui Ionin y Aleksandr Preis, y se basa en la historia La nariz, de Nikolái Gógol. La trama se refiere a un oficial de San Petersburgo cuya nariz abandona su cara y desarrolla una vida propia. El título en ruso, Нос (Nos), es la palabra rusa соН (Son, sueño), al revés.
La música es un montaje de diferentes estilos, incluyendo música folclórica, canciones populares y atonalidad. Se organiza el aparente caos a través de recursos musicales formales como cánones y cuartetos, un truco tomado de la ópera de Alban Berg Wozzeck.
La ópera fue escrita entre 1927 y 1928. Partes de ella se representaron al principio de 1928. La ópera completa tuvo su primera representación en el Teatro Maly Óperny en Leningrado el 18 de enero de 1930. En 1929, la ópera fue criticada como «formalista» por la Asociación rusa de músicos proletarios y ello dio lugar a críticas en general malas.   
Según una crítica del compositor británico Gerard McBurney para Boosey & Hawkes, «La nariz es una de las mayores obras maestras del joven Shostakóvich, una hazaña electrizante de acrobacias vocales, colores instrumentales salvajes y absurdo teatral, todo a través de una mezcla devastadora de risa y enojo… El resultado, en las manos despiadadamente irreverentes de Shostakóvich, es como una versión operística de Charlie Chaplin o los Monty Python… a pesar de su tema magníficamente absurdo y música virtuosística, La nariz es una obra perfectamente viable y proporciona una tarde enormemente entretenida en el teatro».

## Historia de las representaciones

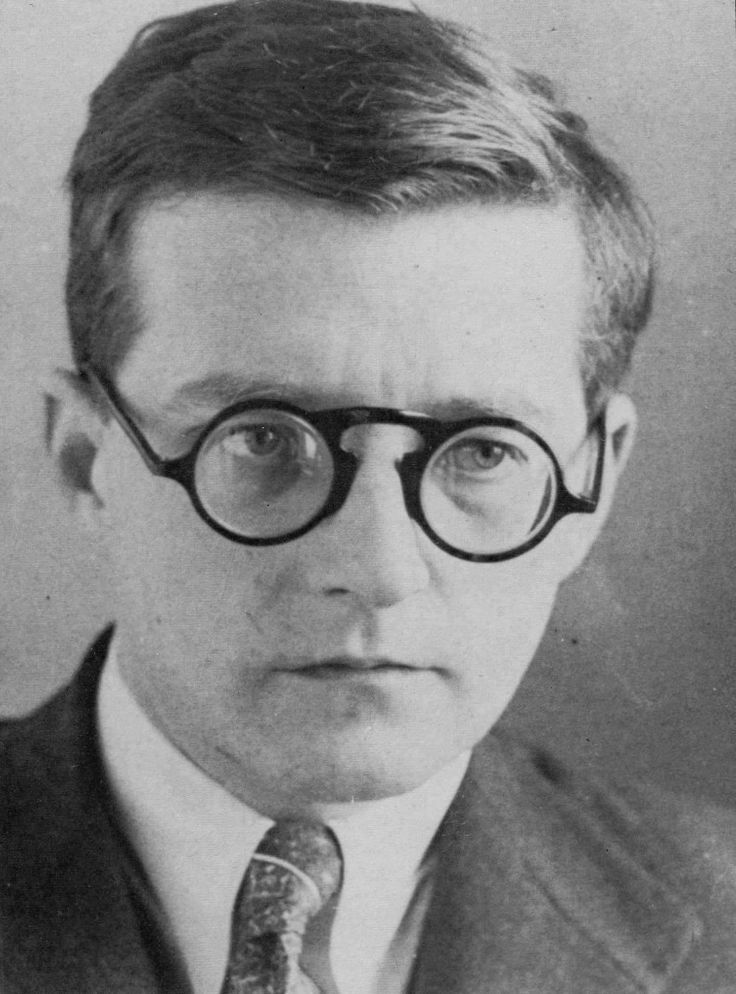
Dmitri Shostakóvich (antes de 1941).

Después de dieciséis representaciones, la ópera no se representó otra vez en la Unión Soviética hasta 1974, cuando fue repuesta por Guennadi Rozhdéstvenski y Borís Pokrovski. Entrevistado para un documental de 2008, Rozhdéstvenski contó que había encontrado una vieja copia de La nariz en el Teatro Bolshói en 1974, supuestamente la última copia en la Unión Soviética. El compositor acudió al ensayo y al estreno en 1974. La ópera fue estrenada en Buenos Aires en el Teatro Colón en julio de 1994, bajo la dirección de Vladímir Agronsky. Y fue estrenada en la Ópera de Boston a principios del año 2009, y en la Metropolitan Opera en la Ciudad de Nueva York en marzo de 2010.  Grabaciones de audio de las representaciones en la Metropolitan Opera están normalmente disponibles en Internet a los suscriptores en Met Player.
Esta ópera se representa poco; en las estadísticas de Operabase aparece la n.º 190 de las óperas representadas en 2005-2010, siendo la 13.ª en Rusia y la segunda de Shostakóvich, con 15 representaciones en el período.
El 24 de octubre de 2021, la Ópera Estatal de Baviera estrenó La nariz bajo la dirección y escenografía del director ruso Kiril Serébrennikov y la dirección musical de Vladímir Yurovski. Lamentablemente, Serébrennikov no pudo asistir al estreno de la ópera (al igual que al estreno de su película en el Festival de Cannes de 2021) por tener prohibido abandonar el país de acuerdo con una sentencia, de junio de 2020, que lo condenó a tres años de cárcel con libertad condicional.

## Argumento

### Acto I
La mañana después de afeitar a Kovalyov, uno de sus clientes habituales, un barbero encuentra una nariz en su pan. Intenta librarse de ella arrojándola al río Nevá, pero un oficial de policía lo pilla. Mientras tanto, Kovalyov se despierta y encuentra que le falta la nariz. Más tarde ve su nariz en la catedral de Kazán, pero ha adquirido un rango mayor que el suyo y rechaza volver a su cara.

### Acto II
Kovalyov visita la oficina del periódico para poner un anuncio sobre la pérdida de su nariz, pero lo rechazan. Vuelve a su piso, donde su sirviente canta una canción de amor, y Kovalyov queda desesperado.

### Acto III
Un grupo de policías están en una estación de autobuses, para impedir que la nariz se escape. La nariz intenta coger un autobús en el último minuto: el caballo está aterrado y se escapa, mientras que el conductor intenta disparar a la nariz. Atrapan a la nariz, la pegan y se la devuelven a Kovalyov; sin embargo, es incapaz de volver a pegársela. Sospecha que ha sido encantado por una mujer llamada Madame Podtóchina, debido a que él no se va a casar con su hija. Escribe para pedirle que deshaga el hechizo, pero ella malinterpreta la carta como una proposición a su hija. Le convence de que ella es inocente. En la ciudad, se reúnen las multitudes buscando la nariz.

### Epílogo
Kovalyov se despierta con su nariz nuevamente pegada. Es afeitado por el barbero y flirtea mientras camina a lo largo de la Avenida Nevski.

## Grabaciones
- Fuente: Grabaciones de La nariz en operadis-opera-discography.org.uk
- 1975 Guennadi Rozhdéstvenski, Melodiya - versión remasterizada de una producción que fue supervisada por el compositor, sin libreto.
- 2009 Valeri Guérguiev, Teatro Mariinski - libreto en inglés y ruso.
- 2010, 2013, The Metropolitan Opera

La nariz Live in HD, 2013
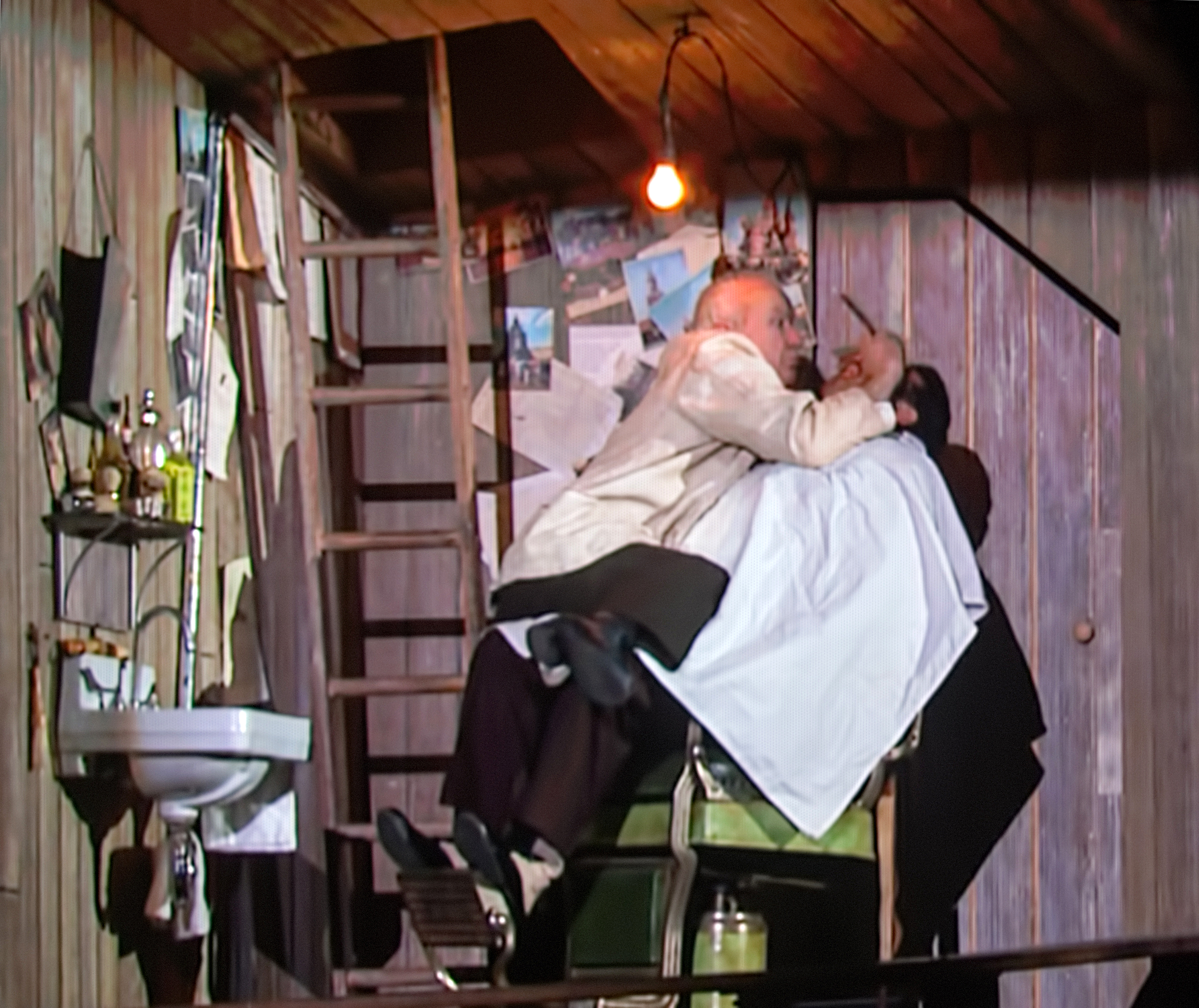
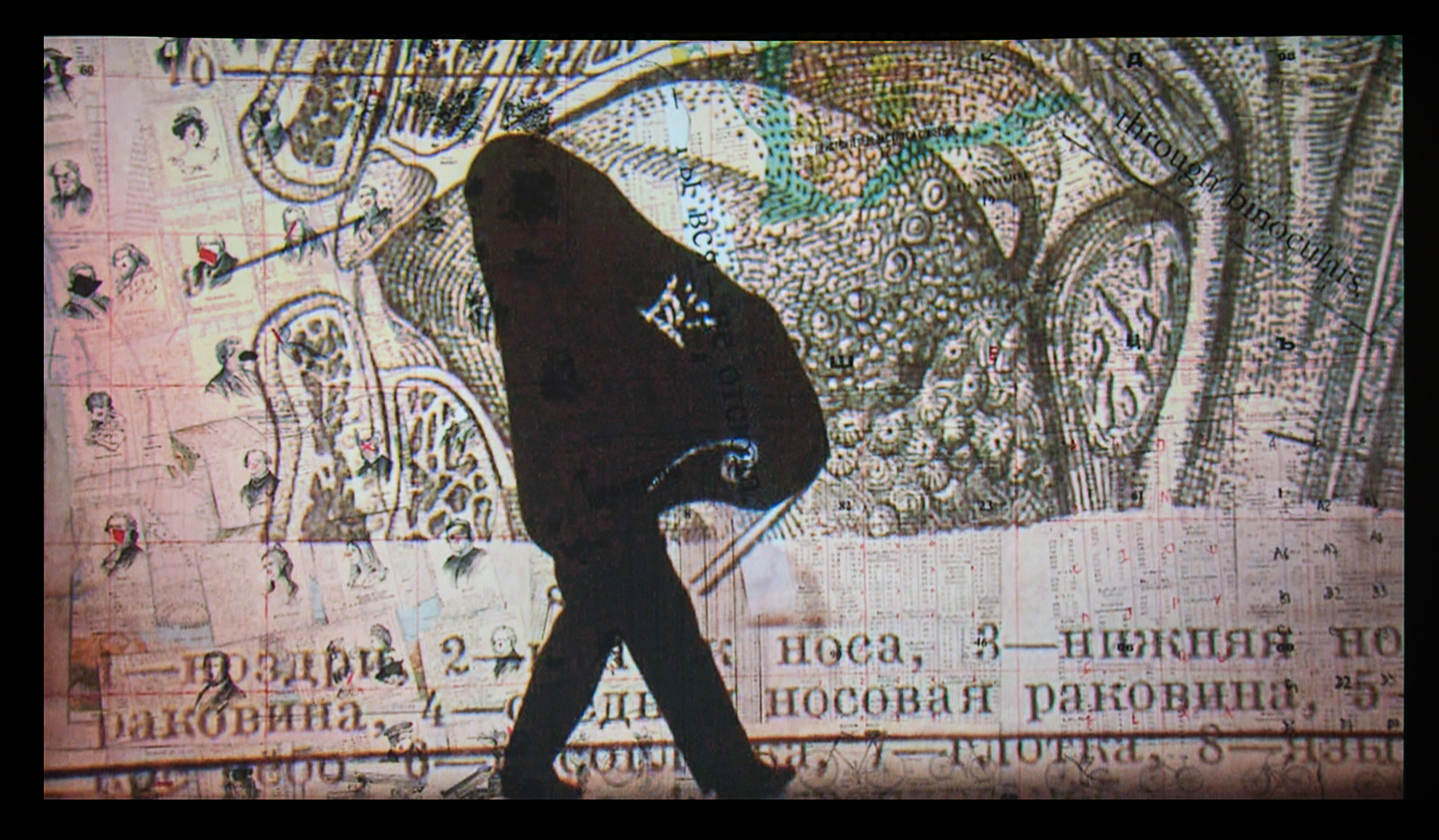
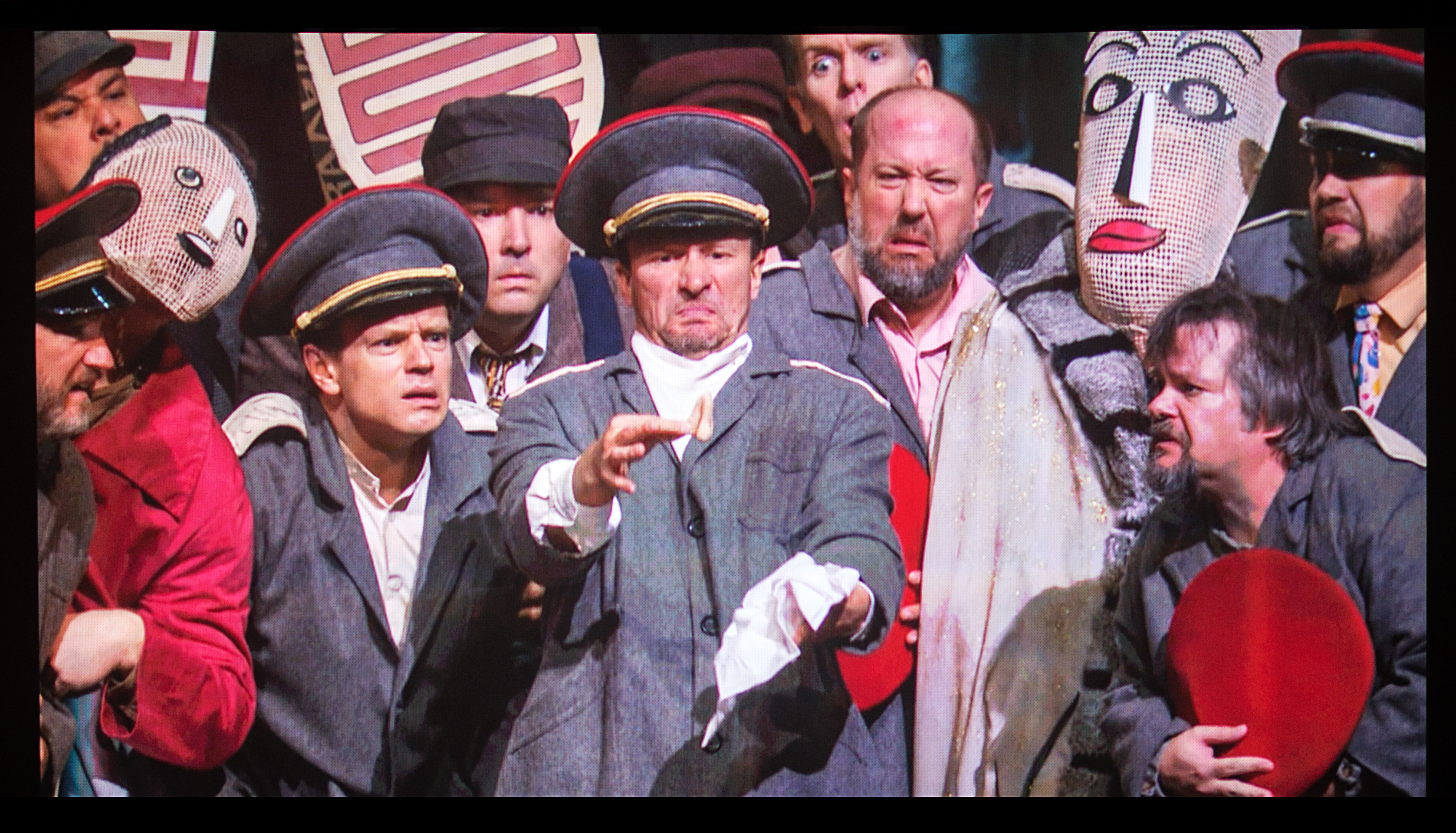
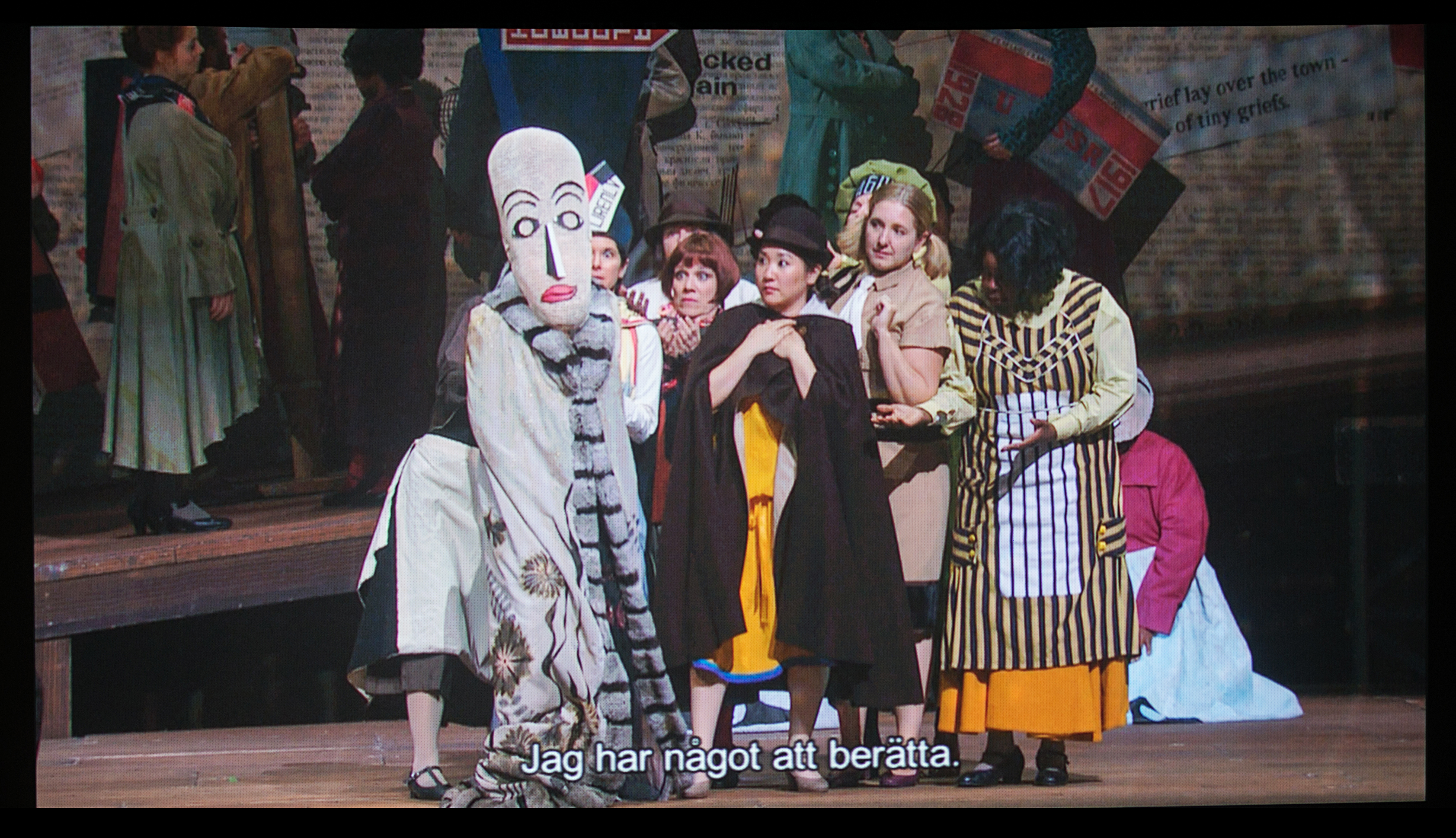
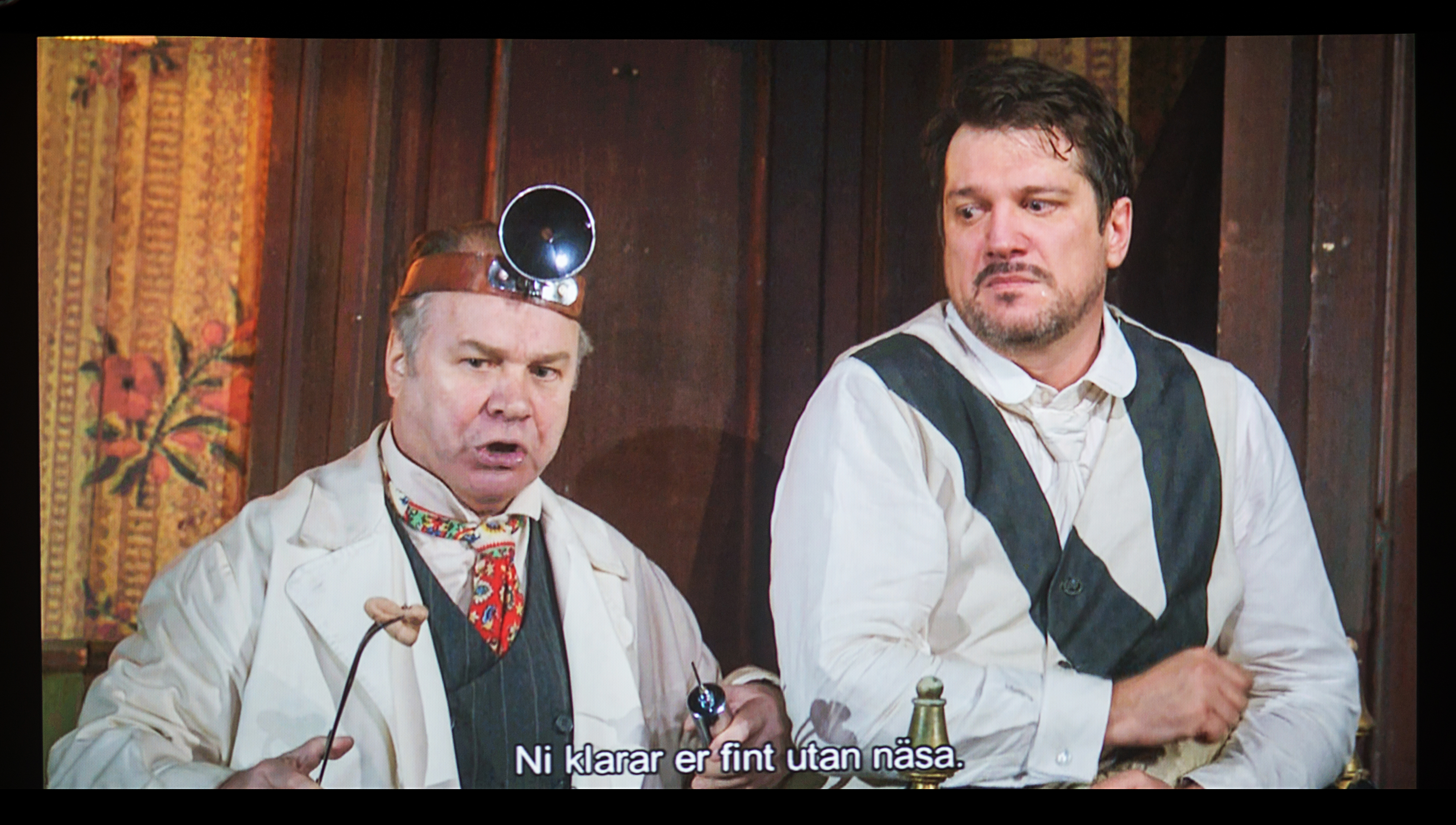
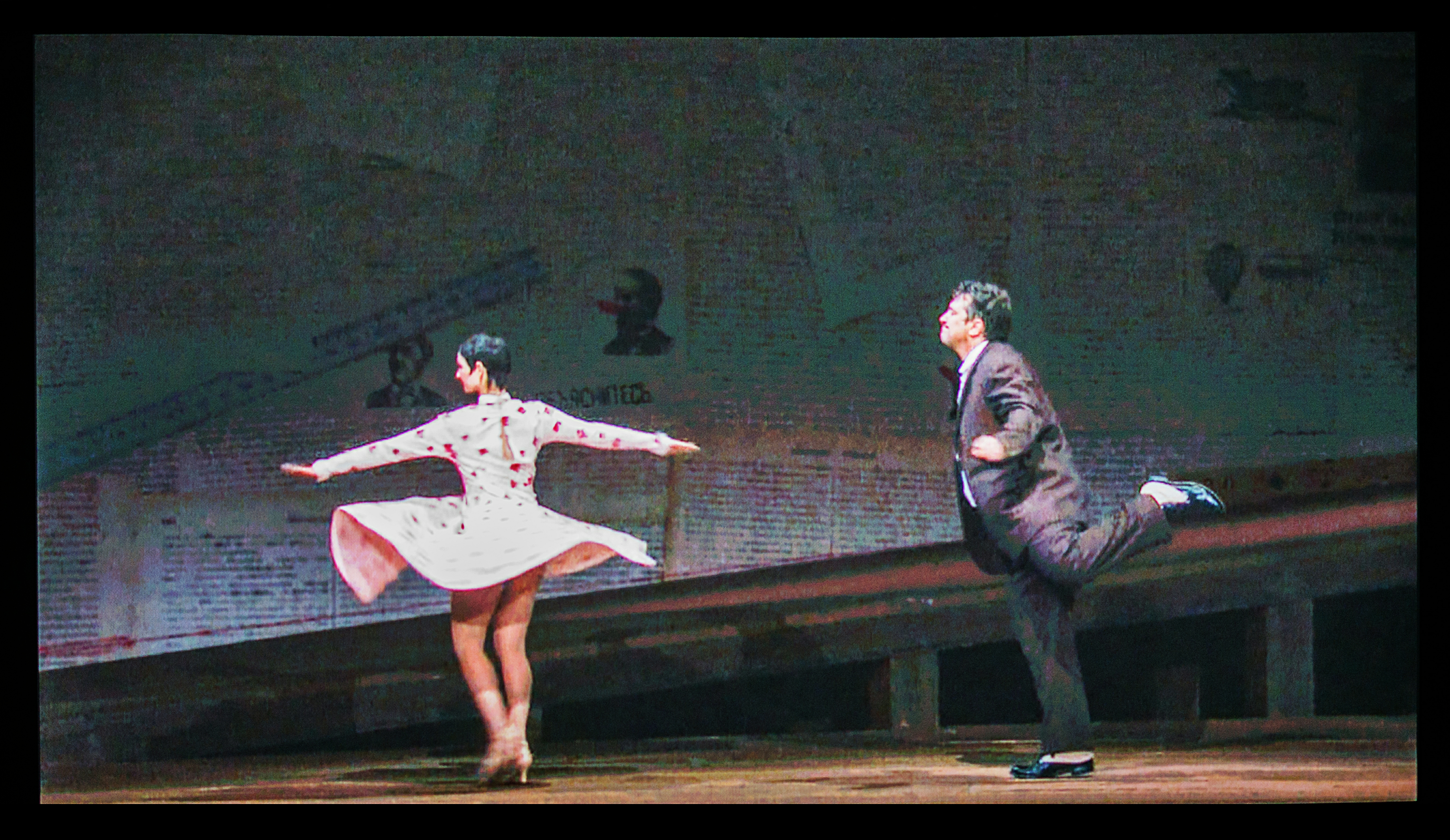